# ای. کی. هانگال
ای. کی. هانگال (انگلیسی: A. K. Hangal; ۱ فوریهٔ ۱۹۱۴ – ۲۶ اوت ۲۰۱۲) هنرپیشه اهل هند بود.
از فیلم‌ها یا برنامه‌های تلویزیونی که وی در آن نقش داشته‌است می‌توان به نمک حرام اشاره کرد.

## فیلم‌شناسی
فهرست برخی از فیلم‌هایی که ای. کی. هانگال در آن‌ها به ایفای نقش پرداخته‌است:
- نمک حرام
- ایمان دارم
- اوتار
- معما
- می‌خواره
- منزل
- بی‌نظیر
- شرارت
- جریمه
- گفتگو
- غرور
- هوای گرم
- تماس
- ارباب
- جنگ من
- آبهیمانیو
- چیتچور
- لکه
- صیاد
- حقیقت، خدا و زیبایی
- رام، گنگا تو ناپاک است
- فرشته
- آشپز
- قسمت
- جلوه
- کار
- نیو دهلی تایمز
- آخرین دادگاه
- خشم
- یک ورق کثیف
- طبیعت
- میرا
- لامپ نگین‌دار
- نجیب
- اسب سیاه
- نوکر همسر
- تغییر روابط
- طوفان
- تجربه
- عروس کودک
- نشستن
- جدایی
- کاغذ سفید
- مال خودم
- نرم گرم
- پریچی
- شاگرد
- توبه
- کمی بی‌وفایی
- رام آوتار ام.ال.ای امروز
- نور جاویدان
- خانه و خارج
- آنامیکا
- مقصر
- خداحافظ
- ندای زمین